# Nozdrzec
Nozdrzec è un comune rurale polacco del distretto di Brzozów, nel voivodato della Precarpazia.
Ricopre una superficie di 121,62 km² e nel 2004 contava 8 582 abitanti.